# Pium
Pium este un oraș în Tocantins (TO), Brazilia.